# (6915) 1992 HH
(6915) 1992 HH là một tiểu hành tinh vành đai chính. Nó được phát hiện bởi Yoshio Kushida và Osamu Muramatsu ở Yatsugatake-Kobuchizawa ngày 30 tháng 4 năm 1992.